# Pseudomops flavipes
Pseudomops flavipes är en kackerlacksart som först beskrevs av Hermann Burmeister 1838.  Pseudomops flavipes ingår i släktet Pseudomops och familjen småkackerlackor. Inga underarter finns listade i Catalogue of Life.